# Ebrar Karakurt
Ebrar Karakurt est une joueuse de volley-ball turque née le 17 janvier 2000 à Balıkesir. Elle mesure 1,96 m et joue au poste d'attaquante. Elle totalise 54 sélections en équipe de Turquie.

## Biographie

### Débuts
Ebrar Karakurt 17 janvier 2000 à Balıkesir, dans la région de Marmara. Elle commence le volley-ball à l'âge de douze ans au club sportif de la Vakifbank, en tant qu'attaquante. Elle remporte les championnats jeunes de Turquie sous ce maillot pendant deux ans.

### Équipes nationales
Karakurt est devenue championne du monde avec l'équipe nationale turque U23, et remporte le prix de la meilleure smasheuse avec l'équipe nationale U18. Avec l'équipe A de la VakıfBank, elle remporte la Ligue des champions féminine de volley-ball en 2018.
En mai 2021, Karakurt est transférée au club Igor Gorgonzola Novare, l'une des équipes de la Ligue italienne de volleyball féminin, avec laquelle a signé un contrat de 2 ans.
Karakurt intègre l'équipe de volley-ball nationale turque et, le 16 juillet 2023, remporte la Ligue des nations féminine de volley-ball 2023.
Le 3 septembre 2023, l'équipe nationale turque gagne la 33e édition du championnat d'Europe féminin de volley-ball face à la l'équipe serbe.

## Harcèlement lesbophobe par les conservateurs turcs
Ebrar Karakurt est lesbienne, mais elle n'a jamais fait de déclaration officielle sur cela. En août 2021, elle publie une photo d'elle et de sa petite-amie, ce qui lui vaut un article au vitriol du quotidien pro-Erdoğan Takvim, qui multiplie les remarques homophobes. Elle supprime la publication à la suite d'une vague de lesbophobie ; toutefois, elle reçoit le soutien de ses coéquipières et de plusieurs personnalités sportives et artistiques, dont des partisans du président turc. Karakurt continue par la suite de faire face à des attaques de journaux alignés sur la ligne présidentielle, d'imams et de nationalistes turcs. Elle répond généralement avec désinvolture, tout en étant elle-même nationaliste, lui valant certaines critiques de la part de la communauté LGBT+.

## Clubs
| Club               | De        | À         |
| ------------------ | --------- | --------- |
| Bursa BBSK         | 2012-2013 | 2013-2014 |
| Vakıfbank İstanbul | 2014-2015 | 2019-2020 |
| THY Spor Kulübü    | 2020-2021 | ...       |

## Palmarès

### Équipe nationale
- Ligue des nations
  - Finaliste : 2018.
- Championnat d'Europe
  - Finaliste : 2019.
- Championnat du monde des moins de 23 ans
  - Vainqueur : 2017.

### Clubs
- Championnat du monde des clubs
  - Vainqueur : 2018.
- Ligue des champions
  - Vainqueur : 2018.
- Championnat de Turquie
  - Vainqueur : 2018, 2019.
- Supercoupe de Turquie
  - Finaliste : 2018, 2019.

### Distinctions individuelles
- Championnat du monde féminin de volley-ball des moins de 18 ans 2017: Meilleure réceptionneuse-attaquante[3].
- Ligue des nations féminine de volley-ball 2019: Meilleure attaquante[4].